# Enrique Jacob Rocha
Enrique Edgardo Jacob Rocha  (6 de agosto de 1959 en Naucalpan de Juárez, Estado de México), economista y político mexicano. Fue nombrado por el gobernador Alfredo del Mazo en enero de 2019 como titular de la Secretaria de Desarrollo Económico del Estado de México. Previamente, se desempeñó como secretario de Desarrollo Urbano y Metropolitano de la entidad mexiquense. Anteriormente se desempeñó como presidente del Instituto Nacional del Emprendedor (2013-2017).También fue secretario de Desarrollo Económico (2005-2009) y secretario de Desarrollo Social (2001-2002) en la entidad mexiquense. Diputado federal, coordinador general de Asuntos Metropolitanos, director general del Issemym, presidente municipal de Naucalpan de Juárez y vicepresidente del Colegio Nacional de Economistas.

### Orígenes y vida personal
Es hijo del matrimonio formado por Enrique Jacob Soriano y Patricia Rocha de Jacob, quienes procrearon a 4 hijos. Su padre formó parte del equipo del Gobierno del Distrito Federal por lo que cambiaron su residencia a la Delegación Álvaro Obregón. Casado con la  Sra. Gabriela Fuentes González y padre de seis hijos: Enrique, Annette, Cosette, Fernanda, Mariana y Loretta[cita requerida].

### Estudios
Es economista por parte de la Universidad Anáhuac en donde concluyó la Licenciatura en Economía y posteriormente formó parte del Instituto Tecnológico y de Estudios Superiores de Monterrey donde concluyó la Maestría en Administración Pública.

### Carrera en el Servicio Público
Inició su carrera política dentro del servicio público en el Gobierno del Estado de México, como miembro del Gabinete Legal y del Gabinete Ampliado, fungió como Coordinador General de Asuntos Metropolitanos (1997-1998), durante su función se realizó una reestructuración e integración de las diferentes Comisiones Metropolitanas, siendo la primera ocasión en que se tenía un Gobernador del Estado de México y un Jefe de Gobierno de distinta extracción política.
De 1999 a 2000 se desempeñó como director general del Instituto de Seguridad Social del Estado de México y Municipios (ISSEMYM).
Durante un año (2001-2002) fue Secretario de Desarrollo Social y más tarde se desempeñó como Secretario de Desarrollo Económico en el Gobierno del Licenciado Enrique Peña Nieto (2005-2009), durante su gestión destaca la Promoción Económica del Estado de México en países emergentes de Oriente, la defensa de la planta productiva del Estado de México y la Promoción de la Producción de Floricultura del área de Villa Guerrero a Florida, Estados Unidos.
Nombrado por el presidente Electo, Enrique Peña Nieto como integrante del Equipo para la Transición Gubernamental, coordinó el Programa de Emprendedores. En el inicio del Gobierno actual, fue nombrado subsecretario para la Pequeña y Mediana Empresa de la Secretaría de Economía.
Se desempeñó como Presidente del Instituto Nacional del Emprendedor (enero de 2013 a enero de 2017) un órgano administrativo desconcentrado de la Secretaría de Economía, que tuvo por objetivo instrumentar, ejecutar y coordinar la política nacional de apoyo incluyente a emprendedores y a las micro, pequeñas y medianas empresas, impulsando su innovación, competitividad y proyección en los mercados nacional e internacional para aumentar su contribución al desarrollo económico y bienestar social, así como coaduyar al desarrollo de políticas que fomentaban la cultura y productividad empresarial. Durante su gestión se llevó a cabo una reestructuración de los diversos Programas así como del Fondo PyME, para poder brindar mejores oportunidades a los emprendedores y MiPyMES del país. Entre los proyectos apoyados en su gestión como presidente del Instituto Nacional del Emprendedor se encuentra Aporta proyecto de alto Impacto social que vincula a donadores con Instituciones sociales de México.
En septiembre de 2017, fue designado por el Gobernador Alfredo del Mazo Maza como Secretario de Desarrollo Urbano y Metropolitano de la entidad y posteriormente en enero de 2019, como Secretario de Desarrollo Económico en el Estado de México.

### Puestos de Elección Popular
Fue Presidente Municipal de Naucalpan de Juárez de 1994 a 1996. Fungió como diputado federal por el Distrito 19 en la LV Legislatura (1991-1993) y diputado local por el Distrito XXIX en la LVII Legislatura del Estado de México (2009-2012).

### Organismos No Gubernamentales
Su trayectoria profesional lo ha llevado a ser Vicepresidente del Colegio Nacional de Economistas (2010-2012), Vicepresidente de la Liga de Economistas Revolucionarios de la República Mexicana (1998-2000) y Presidente de la Liga de Economistas Revolucionarios en el Estado de México (1987-1991).

## Obras

### Como autor
- Jacob Rocha, Enrique y Pescador Reyes, Julio. (2011). Última Llamada: Una estrategia regional de desarrollo compartido frente a la globalización. México: Porrúa. p. 229.